# 아르헨티나의 행정 구역
다음은 아르헨티나의 행정 구역에 관한 서술이다. 부에노스아이레스와 부에노스아이레스주를 제외한 주들은 346개의 군으로 나뉜다. 군 밑에는 자치체가 있다. 부에노스아이레스주는 군 대신 135개의 구(partido)로 나뉜다. 부에노스아이레스 주의 구는 자치체와 군의 기능을 모두 수행한다. 멘도사주의 군은 구역으로 나뉜다. 수도 부에노스아이레스는 가톨릭 교구에서 비롯된 48개의 동(바리오,Barrio)으로 구분되어 있다. 몇 개의 바리오는 자치구(코무나스,comunas)로 묶여 있다.